# Los Nogales (parroquia)
Los Nogales (llamada oficialmente Santo André) es una parroquia y una aldea española del municipio de Los Nogales, en la provincia de Lugo, Galicia.

## Otras denominaciones
La parroquia también es conocida por los nombres de San Andrés, San Andrés das Nogais y San Andrés de Los Nogales.

## Organización territorial
La parroquia está formada por 11 entidades de población:
- Busgulmar
- Castiñeiras (As Castiñeiras)
- Ferrería (A Ferrería)
- Fonfría
- Fonte do Cando (A Fonte do Cando)
- Laguna (A Lagúa)
- Lamadavila (A Lama da Vila)
- Pintinidoira (A Pintinidoira)
- San Andrés (Santo André)
- Vilar
- Vilavexe

## Demografía

### Parroquia
| Gráfica de evolución demográfica de Los Nogales (parroquia) entre 2000 y 2020 |
|                                                                               |
| Datos según el nomenclátor publicado por el INE.                              |

### Aldea
| Gráfica de evolución demográfica de San Andrés (aldea) entre 2000 y 2020 |
|                                                                          |
| Datos según el nomenclátor publicado por el INE.                         |